# Clarence Geldart
Clarence Geldart (New Brunswick, 9 giugno 1865 – Calabasas, 13 maggio 1935) è stato un attore e regista canadese che lavorò a Hollywood all'epoca del muto.

## Filmografia

### Attore
- Jordan Is a Hard Road, regia di Allan Dwan (1915)
- The Fall of a Nation, regia di Thomas Dixon Jr. (1916)
- The Yellow Pawn, regia di George Melford (1916)
- The Golden Fetter, regia di Edward J. Le Saint (1917)
- Those Without Sin, regia di Marshall Neilan (1917)
- The Squaw Man's Son, regia di Edward J. Le Saint (1917)
- The Hostage, regia di Robert Thornby (1917)
- The Spirit of '17, regia di William Desmond Taylor (1918)
- The Hidden Pearls, regia di George Melford (1918)
- Believe Me, Xantippe, regia di Donald Crisp (1918)
- Il sacrificio di Tamura (The Bravest Way), regia di George Melford (1918)
- The Firefly of France, regia di Donald Crisp (1918)
- Sandy, regia di George Melford (1918)
- Till I Come Back to You, regia di Cecil B. DeMille (1918)
- The Goat, regia di Donald Crisp (1918)
- The Gypsy Trail, regia di Walter Edwards (1918)
- Venus in the East, regia di Donald Crisp (1919)
- The Poor Boob, regia di Donald Crisp (1919)
- Fires of Faith, regia di Edward José (1919)
- The Woman Next Door, regia di Robert G. Vignola (1919)
- Love Insurance, regia di Donald Crisp (1919)
- The Tree of Knowledge, regia di William C. de Mille (1920)
- Sick Abed, regia di Sam Wood (1920)
- The Prince Chap, regia di William C. de Mille (1920)
- Always Audacious, regia di James Cruze (1920)
- The Lost Romance, regia di William C. de Mille (1921)
- Square Shoulders, regia di E. Mason Hopper (1929)
- Dall'ombra alla luce (Road to Paradise), regia di William Beaudine (1930)
- Up for Murder, regia di Monta Bell (1931)
- Go-Get-'Em, Haines, regia di Sam Newfield (1936)

### Regista
- Wasted Lives (1923)
- My Neighbor's Wife (1925)